# 早瀬耕
早瀬 耕（はやせ こう、1967年 -）は、日本の小説家。東京都生まれ。

## 来歴
デビュー作の『グリフォンズ・ガーデン』は金子郁容の勧めを受け、大学の卒業論文として執筆された。この作品は金子の手により出版社へと渡り、1992年に早川書房より発行された。当初より小説化を志望していた早瀬であったが、作家デビュー当時、すでに早瀬はコンピュータ関連の企業へと就職していた。父の言葉やデビュー作の売り上げなどから専業の小説家への道を諦めた。その後、会社員として働くが、2014年に体調の問題から退職した。
退職後の2014年、かねてより構想していた『未必のマクベス』（早川書房）にて作家として再デビューした。この『未必のマクベス』は、第17回大藪春彦賞の候補になった。文芸評論家の北上次郎は、同作について「構成のうまさが傑出している」と評した。2016年、短編「彼女の時間」が星雲賞日本短編部門参考候補作となった。

## 作品リスト
- 『グリフォンズ・ガーデン』 早川書房、1992年4月
  - 文庫版 ハヤカワ文庫JA、2018年4月
- 『未必のマクベス』 早川書房、2014年9月
  - 文庫版 ハヤカワ文庫JA、2017年9月
- 『プラネタリウムの外側』ハヤカワ文庫JA、2018年3月
- 『彼女の知らない空』 小学館文庫、2020年3月
- 『庶務省総務局KISS室 政策白書』 ハヤカワ文庫JA、2021年2月
- 『十二月の辞書』 小学館、2022年11月